# Sagrada Família de Nazaré em Centocelle (título cardinalício)
Sagrada Família de Nazaré em Centocelle (em latim: Sanctae Familiae Nazarethanae ad Centumcellas) é um título cardinalício estabelecido pelo Papa Francisco em 7 de dezembro de 2024.
A igreja titular deste título é a igreja da Sagrada Família de Nazaré, no bairro Prenestino-Centocelle, sede paroquial fundada em 8 de junho de 1962.

## Titulares protetores
- Luis Gerardo Cabrera Herrera, O.F.M. (desde 2024)